# Myōshin-ji

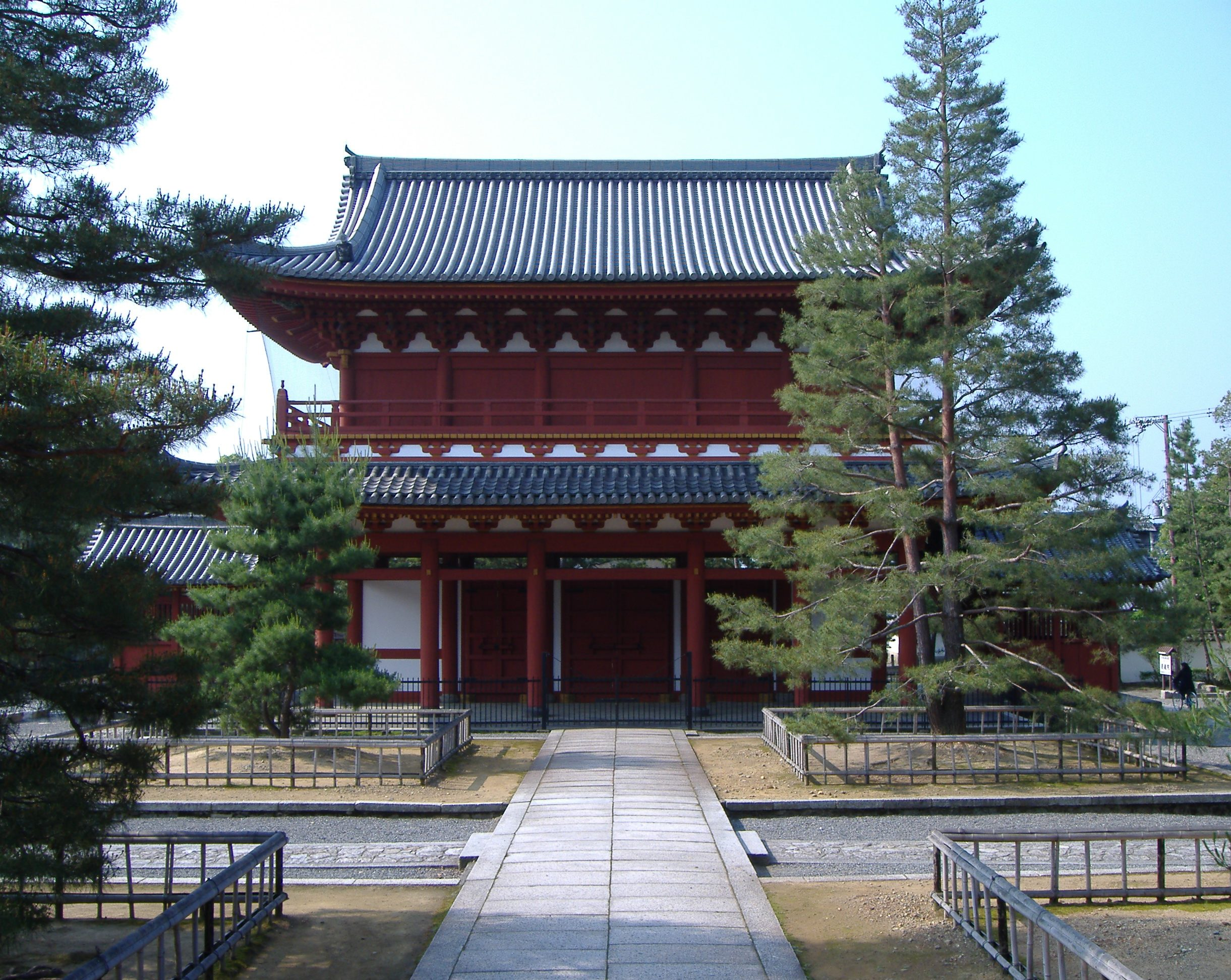
Sơn môn của Chùa Myōshin.

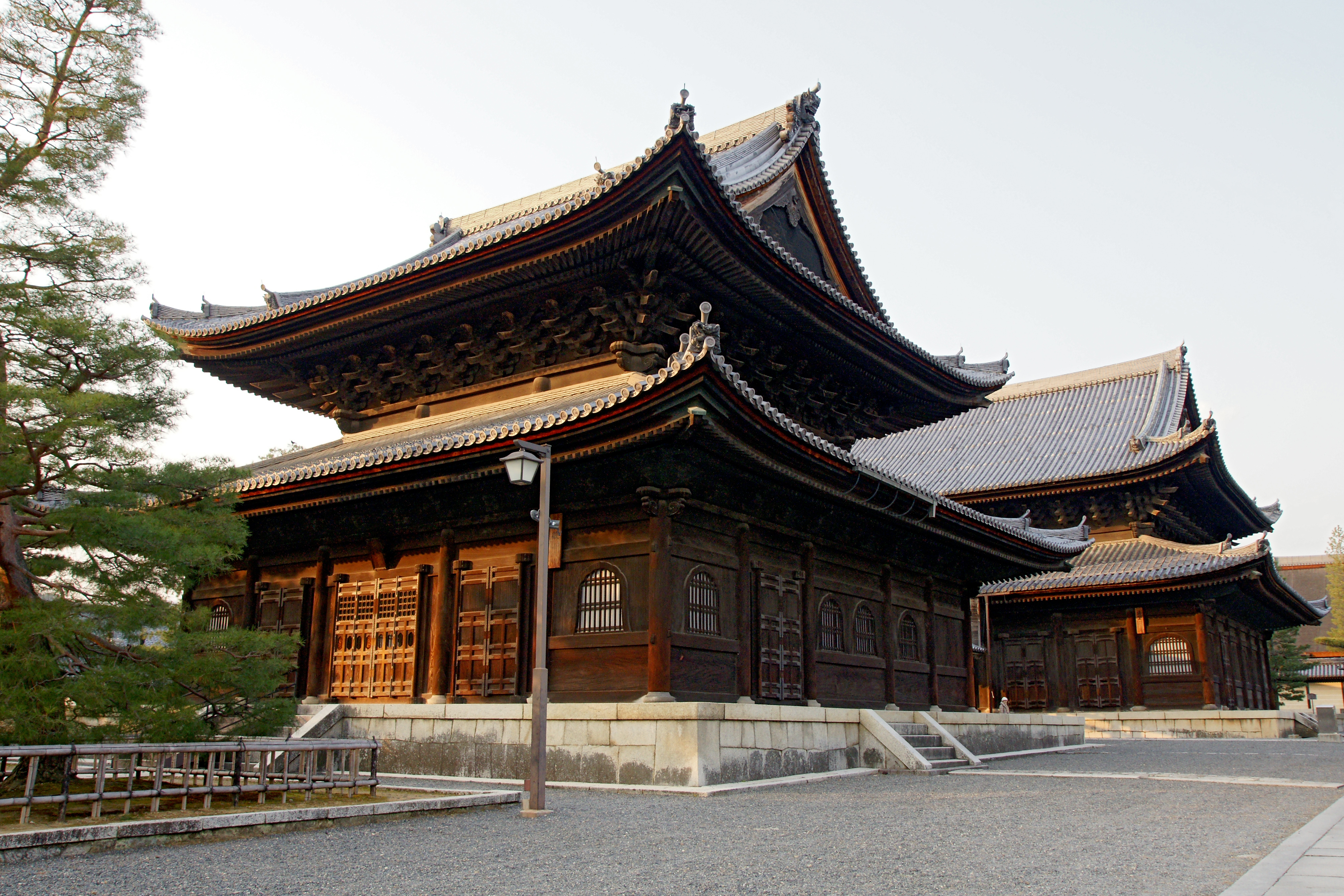
Butsuden, Hatto của Chùa Myōshin.

Chùa Myōshin (kanji: 妙心寺, romaji: Myōshin-ji, phiên âm Hán-Việt: Diệu Tâm tự) là một ngôi chùa danh tiếng, thuộc tông Lâm Tế tại Kyoto, Nhật Bản, được Thiền sư Kanzan Egen (Quan Sơn Huệ Huyền, 1277-1360) sáng lập.
Kanzan Egen vâng lệnh Nhật hoàng Hanazono sửa đổi một li cung của ông mà thành chùa Myōshin. Ban đầu, chùa này chỉ là một ngôi nhà nhỏ, sụp nát, mưa chảy cả vào trong. Tại đây, Kanzan Egen đã dẫn dắt môn đệ rất kĩ lưỡng, nghiêm khắc. Có lần, Quốc sư Musō Sōseki đến viếng thăm và khi trở về, sư bảo các vị đệ tử của mình rằng "tương lai của Thiền Lâm Tế nằm tại chùa Myōshin".
Dòng Lâm Tế sau chủ yếu lấy chùa này làm trung tâm mà phát triển. Đến pháp tôn đời thứ sáu là Sekkō Sōshin (1408-1486) thì chia thành 4 phái và trở thành chủ lực lớn nhất của Thiền tông Nhật Bản.